# Morellia affixa
Morellia affixa är en tvåvingeart som först beskrevs av Walker 1856.  Morellia affixa ingår i släktet Morellia och familjen husflugor. Inga underarter finns listade i Catalogue of Life.